# ON THE ROAD 2011 "The Last Weekend" (コンサートツアー)
ON THE ROAD 2011 "The Last Weekend"（オン・ザ・ロード2011 ザ・ラスト・ウィークエンド）は、2011年4月16日から2012年6月3日まで開催された浜田省吾のコンサートツアーである。12都市37公演で、延べ35万人を動員した。

## 概要
2010年10月6日に発売されたベストアルバム『The Best of Shogo Hamada vol.3 The Last Weekend』とDVD『僕と彼女と週末に』を受けて開催されたツアーである。もともとは浜田のソロデビュー35周年を記念したツアーだった。
コンサートツアーとしては『ON THE ROAD 2006-2007 "MY FIRST LOVE IS ROCK'N'ROLL"』以来3年半ぶり、アリーナツアーとしては『ON THE ROAD 2005 "MY FIRST LOVE"』以来5年半ぶりとなる。また、当初の予定では12都市34公演だった。
ツアー開始1ヶ月前の2011年3月11日に東日本大震災が発生。日本全国で自粛ムードが広がる中、浜田は予定通りのツアー開始を決定した。しかし、震災の影響で宮城の会場であるセキスイハイムスーパーアリーナが使用できず、翌年の2012年5月19日・20日に延期された。また、ツアー中に神戸と埼玉で被災地復興支援コンサートが追加公演として開催された。
総合プロデュースは星勝が担当している。ステージ規模やバンドメンバー、観客動員数から見ても過去最大規模のツアーとなった。震災の影響でツアー序盤のコンサートはキャンセルする観客も多かったが、最終的にはほぼソールドアウトとなった。

## バンドメンバー
バンド
- 浜田省吾 - Vocal, Guitar & Harmonica
- 町支寛二 - Guitar & Backing vocal
- 長田進 - Guitar
- 美久月千晴 - Bass
- 古村敏比古 - Saxophone, Flute
- 小田原豊 - Drums
- 小島良喜 - Piano
- 福田裕彦 - Keyboard
- 河内肇 - Piano （2012年の4公演のみ参加）

ホーンセクション
- 佐々木史郎 - Trumpet
- 清岡太郎 - Trombone
- Uko - Saxophone

ストリングス
- 今野均 - Violin
- 藤堂昌彦 - Violin
- 徳永友美 - Violin
- 漆原直美 - Violin
- 納冨彩歌 - Violin
- 岡部磨知 - Violin
- 河村舞子 - Violin
- 渡部安見子 - Viola
- 島岡智子 - Viola
- 岡さおり - Viola
- 結城貴弘 - Cello
- 笠原あやの - Cello

指揮者
- 星勝 - Conductor

## セットリスト
アンコールを含めて30曲が演奏され、連日3時間半を超える長丁場のステージとなった。日替わりで数曲が変更になるが、基本的なラインナップは同じである。アンコール前には、当日の1年前以上前に録画された映像がON THE ROAD Time Machineと名付けられて流れた。（主に撮影で訪れた海外での撮影合間に取られた動画で、相当前から会場の日程が組まれていたと想定できる）
まずはアリーナ前方のメインステージで22曲が演奏される。メインステージはインストの2曲を挟んで、第1部と第2部に分けられる。続く最初のアンコールでは、アリーナ中央に設けられたセンターステージにメンバーが移動し、6曲を演奏する。最後に再びメインステージに戻り、2曲が演奏される。
【参考】2012年6月3日、最終公演のセットリスト
メインステージ
1. ON THE ROAD
2. この夜に乾杯!
3. HELLO ROCK & ROLL CITY
4. 独立記念日
5. 反抗期
6. 悲しみは雪のように
7. 風を感じて
8. Thank You
9. MONEY
10. 片想い
11. もうひとつの土曜日
12. PAIN
13. BLOOD LINE (Instrumental)
14. 我が心のマリア (Instrumental)
15. A NEW STYLE WAR
16. 裸の王達
17. 詩人の鐘
18. Theme of Father's Son
19. RISING SUN
20. J.BOY
21. 僕と彼女と週末に
22. 愛の世代の前に

センターステージ
1. 光と影の季節
2. モノクロームの虹
3. 君がいるところがMy Sweet Home
4. I am a father
5. 路地裏の少年
6. 家路

メインステージ
1. 日はまた昇る
2. 君が人生の時…
3. ラストダンス (最終日のみ)

## 日程
| 日付                     | 地区   | 会場                           | 備考                         |
| ------------------------ | ------ | ------------------------------ | ---------------------------- |
| 2011 Spring Tour         |        |                                |                              |
| 2011年4月16日(土)        | 静岡   | エコパアリーナ                 |                              |
| 2011年4月17日(日)        | 静岡   | エコパアリーナ                 |                              |
| 2011年4月23日(土)        | 神戸   | ワールド記念ホール             |                              |
| 2011年4月24日(日)        | 神戸   | ワールド記念ホール             |                              |
| 2011年4月25日(月)        | 神戸   | ワールド記念ホール             | <追加公演>被災地復興支援公演 |
| 2011年5月7日(土)         | 福岡   | マリンメッセ福岡               |                              |
| 2011年5月8日(日)         | 福岡   | マリンメッセ福岡               |                              |
| 2011年5月14日(土)        | 広島   | グリーンアリーナ               |                              |
| 2011年5月15日(日)        | 広島   | グリーンアリーナ               |                              |
| 2011年5月21日(土)        | 横浜   | 横浜アリーナ                   |                              |
| 2011年5月22日(日)        | 横浜   | 横浜アリーナ                   |                              |
| 2011年6月4日(土)         | 大阪   | 大阪城ホール                   |                              |
| 2011年6月5日(日)         | 大阪   | 大阪城ホール                   |                              |
| 2011年6月11日(土)        | 名古屋 | 日本ガイシホール               |                              |
| 2011年6月12日(日)        | 名古屋 | 日本ガイシホール               |                              |
| 2011年6月25日(土)        | 東京   | 国立代々木競技場第一体育館     |                              |
| 2011年6月26日(日)        | 東京   | 国立代々木競技場第一体育館     |                              |
| 2011年7月2日(土)         | 東京   | 国立代々木競技場第一体育館     |                              |
| 2011年7月3日(日)         | 東京   | 国立代々木競技場第一体育館     |                              |
| 2011年7月9日(土)         | 宮城   | セキスイハイムスーパーアリーナ | 2012年5月19日に延期          |
| 2011年7月10日(日)        | 宮城   | セキスイハイムスーパーアリーナ | 2012年5月20日に延期          |
| 2011年7月16日(土)        | 北海道 | 北海きたえーる                 |                              |
| 2011年7月17日(日)        | 北海道 | 北海きたえーる                 |                              |
| 2011 Autumn Tour         |        |                                |                              |
| 2011年9月10日(土)        | 長野   | ビッグハット                   |                              |
| 2011年9月11日(日)        | 長野   | ビッグハット                   |                              |
| 2011年9月17日(土)        | 広島   | グリーンアリーナ               |                              |
| 2011年9月18日(日)        | 広島   | グリーンアリーナ               |                              |
| 2011年9月23日(金)        | 名古屋 | 日本ガイシホール               |                              |
| 2011年9月24日(土)        | 名古屋 | 日本ガイシホール               |                              |
| 2011年10月8日(土)        | 大阪   | 大阪城ホール                   |                              |
| 2011年10月9日(日)        | 大阪   | 大阪城ホール                   |                              |
| 2011年10月14日(金)       | 福岡   | マリンメッセ福岡               |                              |
| 2011年10月15日(土)       | 福岡   | マリンメッセ福岡               |                              |
| 2011年10月29日(土)       | 埼玉   | さいたまスーパーアリーナ       |                              |
| 2011年10月30日(日)       | 埼玉   | さいたまスーパーアリーナ       |                              |
| 2012 Additional Concerts |        |                                |                              |
| 2012年5月19日(土)        | 宮城   | セキスイハイムスーパーアリーナ | 前年7月9日の振替公演         |
| 2012年5月20日(日)        | 宮城   | セキスイハイムスーパーアリーナ | 前年7月10日の振替公演        |
| 2012年6月2日(土)         | 埼玉   | さいたまスーパーアリーナ       | <追加公演>被災地復興支援公演 |
| 2012年6月3日(日)         | 埼玉   | さいたまスーパーアリーナ       | <追加公演>被災地復興支援公演 |

## 東日本大震災復興支援コンサート
2011年4月25日の神戸ワールド記念ホールと、2012年6月2日・3日のさいたまスーパーアリーナで東日本大震災復興支援コンサートが計3公演開催された。
チケットやグッズの売上から経費を差し引いた金額がJ.S.Foundation（浜田が設立した基金）を通じて被災地に寄付された。神戸1公演は5,131人来場で2,124万4,279円、埼玉2公演は34,570人来場で1億2,203万4,583円がそれぞれ寄付された。

## チケットについて
このツアーのチケットは一般のプレイガイドでは販売されず、すべてツアーサイト上で「ON THE ROADチケットセンター」に登録して購入する独自のシステムが採用された。チケット販売の種類には先行販売、一般販売、二次販売、直前販売などがある。会場によっては当日券も販売される。
また、送付されるチケットには座席番号は印字されておらず、当日まで自分の座席が分からない仕組みになっていた。会場の入口ゲートにて、専用機器でチケットのバーコードを読み込むことで、座席が印字された紙が手渡され、そこで初めて座席が分かるというもの。これはチケットの転売対策として、2009年に開催されたファンクラブ限定ツアー「100% FAN FUN FAN 2009 featuring Katz Hoshi 春の音楽会 "春来たりなば夏遠からじ…"」から試験的に導入された。

## 関連商品
今回のツアーの模様を収録した映像作品『ON THE ROAD 2011 "The Last Weekend"』がDVD版とBlu-ray版で2012年9月19日に発売された。また、同名の3枚組ライブアルバムも同時発売された。
2012年10月1日付のオリコン総合DVDチャートで初登場1位を獲得し、59歳9ヶ月での「最年長音楽DVD総合首位獲得記録」を樹立した。BD版も音楽BDチャートで初登場1位を獲得するなど、好セールスを記録した。
その他、2012年10月26日にインターネット販売限定でツアー写真集『DOCUMENTARY OF THE LAST WEEKEND TOUR』が発売された。また、2012年12月22日にはツアーのほぼ全日程に同行した田家秀樹によるドキュメント本『僕と彼女と週末に』が幻冬舎より発売された。